# Jordan FA Cup
Der Jordan FA Cup ist ein nationaler jordanischer Fußballwettbewerb. Rekordhalter ist mit zwanzig Titeln al-Faisaly. Organisiert wird der seit 1980 ausgetragene Wettbewerb vom jordanischen Fußballverband, der Jordan Football Association. Aus Sponsorengründen ist der Wettbewerb auch als Jordan Cup Al Manaseer bekannt. Der Gewinner des Finales darf als Vertreter Jordaniens am AFC Cup teilnehmen.

## Sieger
| Jahr    | Sieger              | Ergebnis                | Finalist             | Austragungsort              |
| ------- | ------------------- | ----------------------- | -------------------- | --------------------------- |
| 1980    | al-Faisaly          | 3:1                     | al-Baqaa             |                             |
| 1981    | al-Faisaly          | 1:0                     | al-Ramtha SC         |                             |
| 1982    | al-Wihdat           | 1:0                     | al-Ramtha SC         |                             |
| 1983    | al-Faisaly          | 2:0                     | al-Faisaly           |                             |
| 1984    | al-Jazeera Club     | 1:0                     | al-Ahli SC           |                             |
| 1985    | al-Wihdat           | 1:1 4:3 (n. E.)         | al-Faisaly           |                             |
| 1986    | al-Arabi            | 1:0                     | al-Jazeera Club      |                             |
| 1987    | al-Faisaly          | 2:1                     | al-Hussein           |                             |
| 1988    | al-Deffatain        | 2:0                     | al-Faisaly           |                             |
| 1989    | al-Faisaly          | 2:1                     | al-Ramtha SC         |                             |
| 1990    | al-Ramtha SC        | 2:1                     | al-Hussein           |                             |
| 1991    | al-Ramtha SC        | 1:0                     | al-Wihdat            |                             |
| 1992    | al-Faisaly          | *                       | al-Wihdat            |                             |
| 1993    | al-Faisaly          | 3:1                     | al-Ramtha SC         |                             |
| 1994    | al-Faisaly          | 3:0                     | al-Ramtha SC         |                             |
| 1995    | al-Faisaly          | 4:0                     | al-Ramtha SC         |                             |
| 1996    | al-Wihdat           | 0:0 3:1 (n. E.)         | al-Ramtha SC         |                             |
| 1997    | al-Wihdat           | 2:1                     | al-Ramtha SC         |                             |
| 1998    | al-Faisaly          | 2:1                     | al-Wihdat            |                             |
| 1999    | al-Faisaly          | 0:0 (n. V.) 5:4 (n. E.) | al-Wihdat            |                             |
| 2000    | al-Wihdat           | 2:0                     | al-Faisaly           |                             |
| 2001    | al-Faisaly          | 2:0                     | al-Hussein           |                             |
| 2002–03 | al-Faisaly          | 2:0                     | al-Hussein           |                             |
| 2003–04 | al-Faisaly          | 3:1                     | al-Hussein           |                             |
| 2004–05 | al-Faisaly          | 3:0                     | Shabab al-Hussein SC |                             |
| 2005–06 | Shabab al-Ordon     | 2:1                     | al-Faisaly           | Amman International Stadium |
| 2006–07 | Shabab al-Ordon     | 2:0                     | al-Faisaly           | Amman International Stadium |
| 2007–08 | al-Faisaly          | 2:1                     | Shabab al-Ordon      | Prince Mohammed Stadium     |
| 2008–09 | al-Wihdat           | 3:1 (n. V.)             | Shabab al-Ordon      |                             |
| 2009–10 | al-Wihdat           | 1:0                     | al-Arabi             | King Abdullah II Stadium    |
| 2010–11 | al-Wihdat           | 3:1                     | Mansheyat Bani Hasan |                             |
| 2011–12 | al-Faisaly          | 1:0                     | Mansheyat Bani Hasan |                             |
| 2012–13 | That Ras Club       | 2:1                     | al-Ramtha SC         |                             |
| 2013–14 | al-Wihdat           | 2:0                     | al-Baqa'a Club       |                             |
| 2014–15 | al-Faisaly          | 2:1 (n. V.)             | That Ras Club        | Stadion Al-Hasan            |
| 2015–16 | al-Ahli SC          | 1:0                     | Shabab al-Ordon      |                             |
| 2016–17 | al-Faisaly          | 1:1 (n. V.) 4:2 (n. E.) | al-Jazeera Club      | Amman International Stadium |
| 2017–18 | al-Jazeera Club     | 2:0                     | Shabab al-Ordon      | Amman International Stadium |
| 2018–19 | al-Faisaly          | 2:0                     | al-Ramtha SC         | Amman International Stadium |
| 2020    | nicht stattgefunden | nicht stattgefunden     | nicht stattgefunden  | nicht stattgefunden         |
| 2021    | al-Faisaly          | 1:0                     | al-Salt SC           | Amman International Stadium |
| 2022    | al-Wihdat           | 1:0                     | Al-Aqaba             | King Abdullah II Stadium    |
| 2022/23 | Keine Austragung    | Keine Austragung        | Keine Austragung     | Keine Austragung            |
| 2023/24 | al-Wihdat           | 2:1                     | Al-Hussein SC        | Stadion Al-Hasan            |
| 2024/25 | al-Wihdat           | 0:0 (n. V.) 3:1 (n. E.) | Al-Hussein SC        | King Abdullah II Stadium    |

(*) Erster der Gruppe

## Rangliste
| Verein          | Titel | Saison |
| --------------- | ----- | --- |
| al-Faisaly      | 21    | 1980, 1981, 1983, 1987, 1989, 1992, 1993, 1994, 1995, 1998, 1999, 2001, 2002–03, 2003–04, 2004–05, 2007–08, 2011–12, 2014–15, 2016–17, 2018–19, 2021 |
| al-Wihdat       | 13    | 1982, 1985, 1988, 1996, 1997, 2000, 2008–09, 2009–10, 2010–11, 2013–14, 2022, 2023/24, 2024/25                                                       |
| al-Jazeera Club | 2     | 1984, 2017–18 |
| Shabab al-Ordon | 2     | 2005–06, 2006–07 |
| al-Ramtha SC    | 2     | 1990, 1991 |
| al-Ahli SC      | 1     | 2015–16 |
| That Ras Club   | 1     | 2012–13 |
| al-Arabi        | 1     | 1986 |
| Gesamt          | 41    | |

## Finalteilnahmen
| Mannschaft           | Teilnahmen | Saison |
| -------------------- | ---------- | --- |
| al-Faisaly           | 26         | 1980, 1981, 1983, 1985, 1987, 1988, 1989, 1992, 1993, 1993, 1994, 1998, 1999, 2000, 2001, 2002/03, 2003/04, 2004/05, 2005/06, 2006/07, 2007/08, 2011/12, 2014/15, 2016/17, 2018–19, 2021 |
| al-Wihdat            | 17         | 1982, 1985, 1988, 1991, 1992, 1996, 1997, 1998, 1999, 2000, 2008–09, 2009–10, 2010–11, 2013–14, 2022, 2023/24, 2024/25                                                                   |
| al-Ramtha SC         | 13         | 1981, 1982, 1983, 1989, 1990, 1991, 1993, 1993, 1994, 1996, 1997, 2012/13, 2018/19 |
| Shabab al-Ordon      | 5          | 2005/06, 2006/07, 2007/08, 2008/09, 2015/16 |
| al-Hussein           | 7          | 1987, 1990, 2001, 2002/03, 2003/04, 2023/24, 2024/25 |
| al-Jazeera Club      | 4          | 1984, 1986, 2016/17, 2017/18 |
| That Ras Club        | 2          | 2012/13, 2014/15 |
| Mansheyat Bani Hasan | 2          | 2010/11, 2011/12 |
| al-Arabi             | 2          | 1986, 2009/10 |
| al-Ahli SC           | 2          | 1984, 2015/16 |
| al-Baqa'a Club       | 2          | 1980, 2013/14 |
| Al-Aqaba             | 1          | 2022 |
| al-Salt SC           | 1          | 2021 |
| Shabab al-Hussein SC | 1          | 2004–05 |
| Gesamt               | 78         | |